# Barotrope
En mécanique des fluides, un fluide barotrope, est un fluide dans lequel les surfaces d'égale pression (isobares) se confondent avec celles d'égale densité (isopycnes). Ce qualificatif est utilisé dans plusieurs domaines dont la météorologie, l'océanographie physique et l'astrophysique pour décrire des gaz ou liquides dont les propriétés ne varient pas avec l'épaisseur.

## Conséquences

Stratification des niveaux d'égale pression et d'égale densité dans un fluide barotrope

Dans un fluide barotrope idéal, la variation de la pression se fait seulement avec la variation de la densité: {\displaystyle \,P=P(\rho )\propto P(T)}. Ceci veut dire:
- que la température (T) est égale partout à un niveau de pression (P) donné
- qu'un flux à un niveau de pression donné ne change pas la température à ce niveau. Il est donc fortement contraint
- qu'une perturbation barotrope est une perturbation dans le flux provenant du cisaillement horizontal de l’écoulement de base, et non de la conversion de l’énergie potentielle en énergie cinétique

L'image de droite montre la stratification verticale de la densité et de la pression. Remarquez que l'on a donné une pente à ces lignes. Si on faisait une coupe selon l'horizontale, on verrait que la pression change quand on va de A à B, de la même façon que la densité. C'est ce qu'on observe dans une carte à niveau constant, comme une carte de surface des systèmes météorologiques, lorsqu'on voit que les isobares sont parallèles aux isothermes.

## Usages
- Vent thermique: le vent est une balance entre la force de Coriolis et de celle de la pression. Cette dernière varie selon l'équilibre hydrostatique avec la densité de l'air selon la hauteur et donc avec la température moyenne de la couche. Comme la température ne varie pas à niveau de pression constant, le vent ne peut varier avec l'altitude dans une atmosphère barotrope et on obtient un vent thermique nul.
- Prévision numérique du temps : les premiers modèles numériques pour résoudre le comportement de l'atmosphère utilisaient comme hypothèse une atmosphère barotrope pour simplifier la formulation mathématique et les calculs. Ces modèles étaient à deux dimensions et ne tenaient pas compte des gradients horizontaux de température, ni des cisaillements verticaux du vent. Ils fournissaient une prévision à un seul niveau (souvent 500 hPa)[1]. On utilise encore aujourd'hui ce genre de modèles dans des simulations particulières.
- Océanographie : pour la modélisation des courants marins, de la thermocline, etc.
- Astrophysique : les fluides barotropes sont importants dans l'étude des fluides idéaux des étoiles et milieux interstellaires.
- Géophysique : le concept est important dans l'étude du magma sous la croûte terrestre.